# درخت اژدهای پهن‌برگ
درخت اژدهای پهن‌برگ (نام علمی: Dracaena aletriformis) نام یک گونه از سرده درخت اژدها است.